# Caméra-piéton
Pour les articles homonymes, voir BWV (homonymie) et BWC.
 (juin 2020).

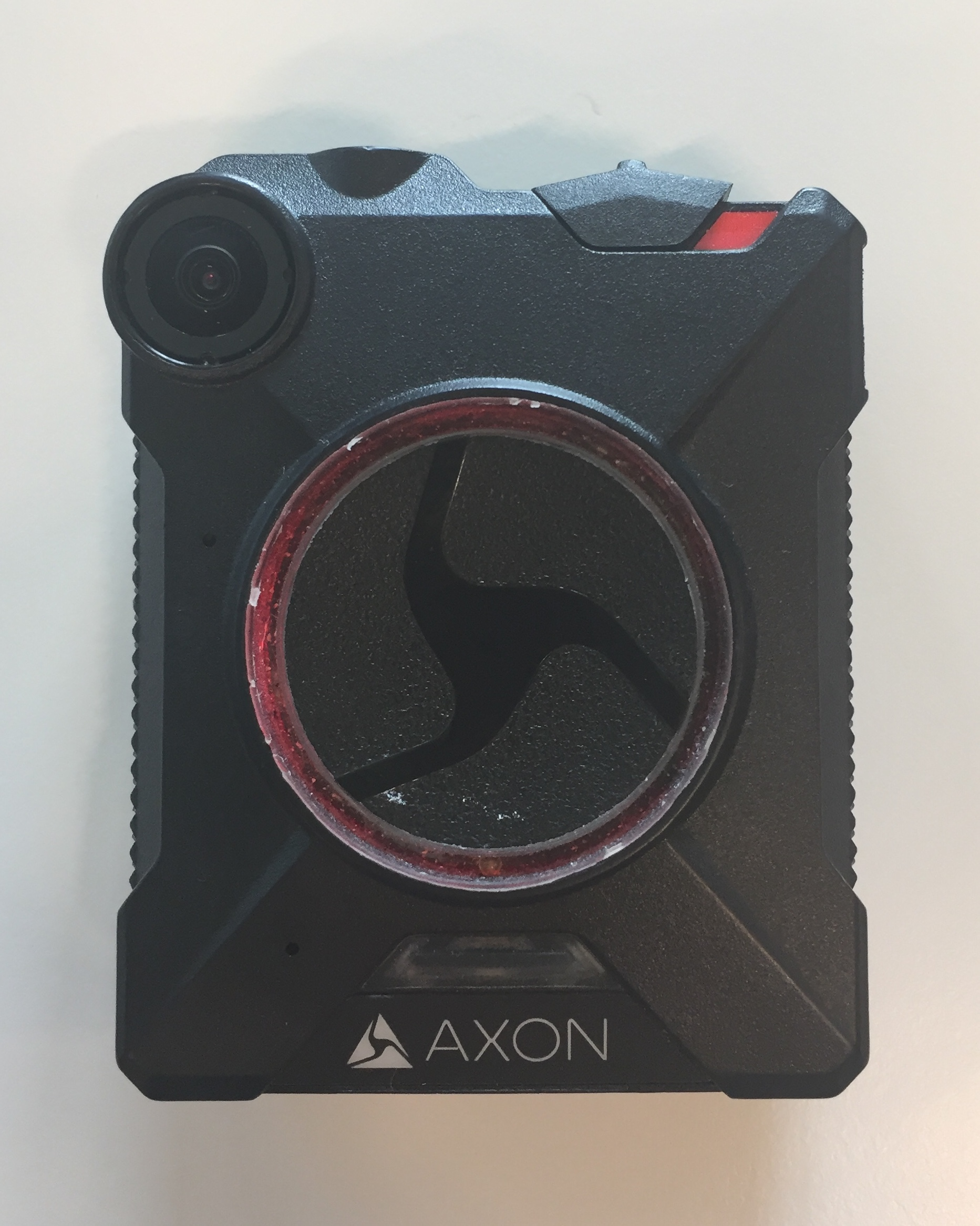
Caméra-piéton Axon Body 2 (de Taser).

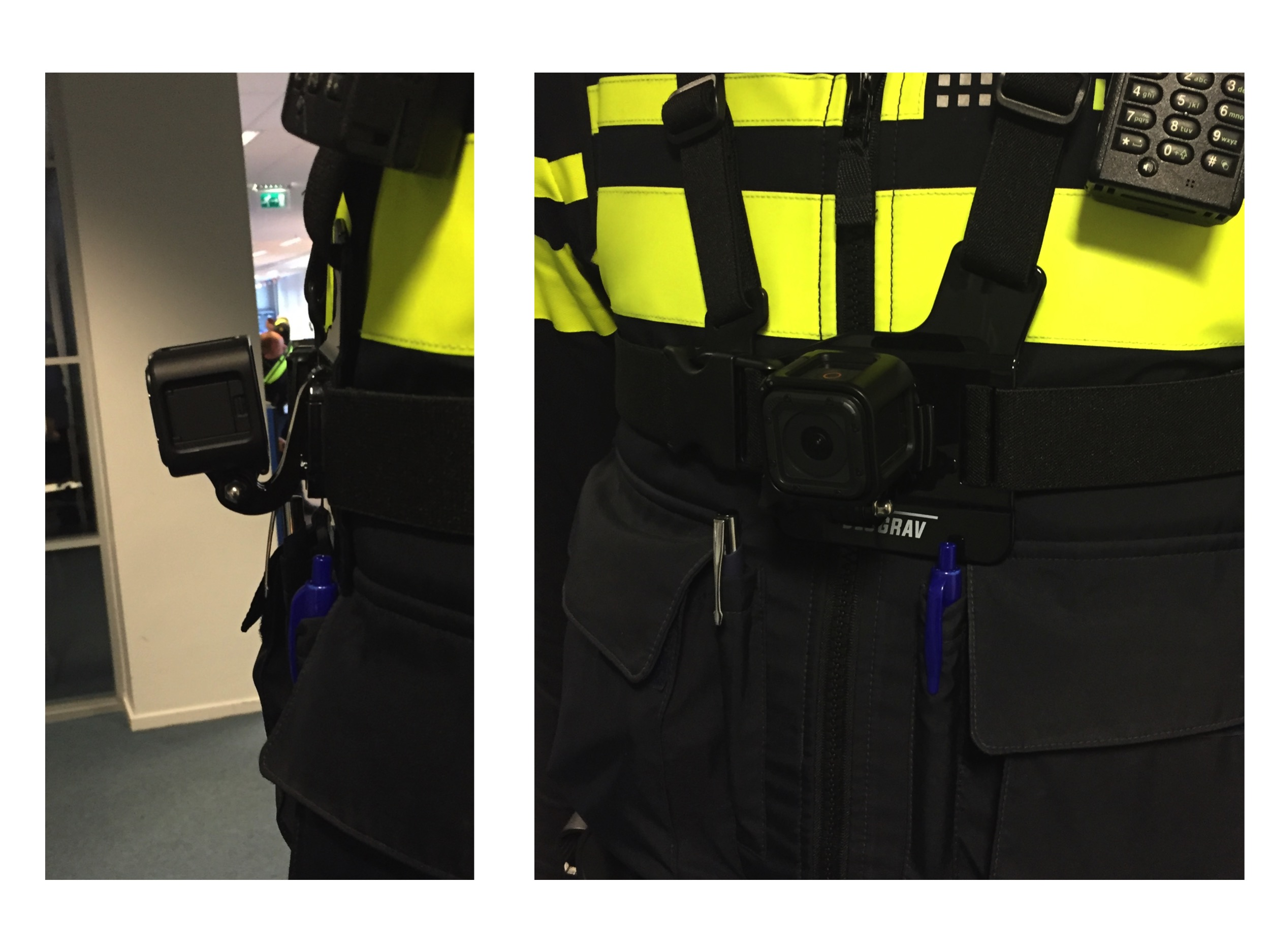
Caméra d'intervention sur un agent de la police d'Utrecht aux Pays-Bas.

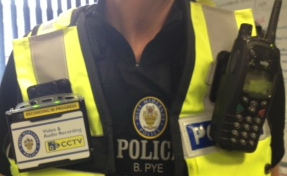
Caméra d'intervention faisant aussi office de badge sur un agent de la West Midlands Police au Royaume-Uni.

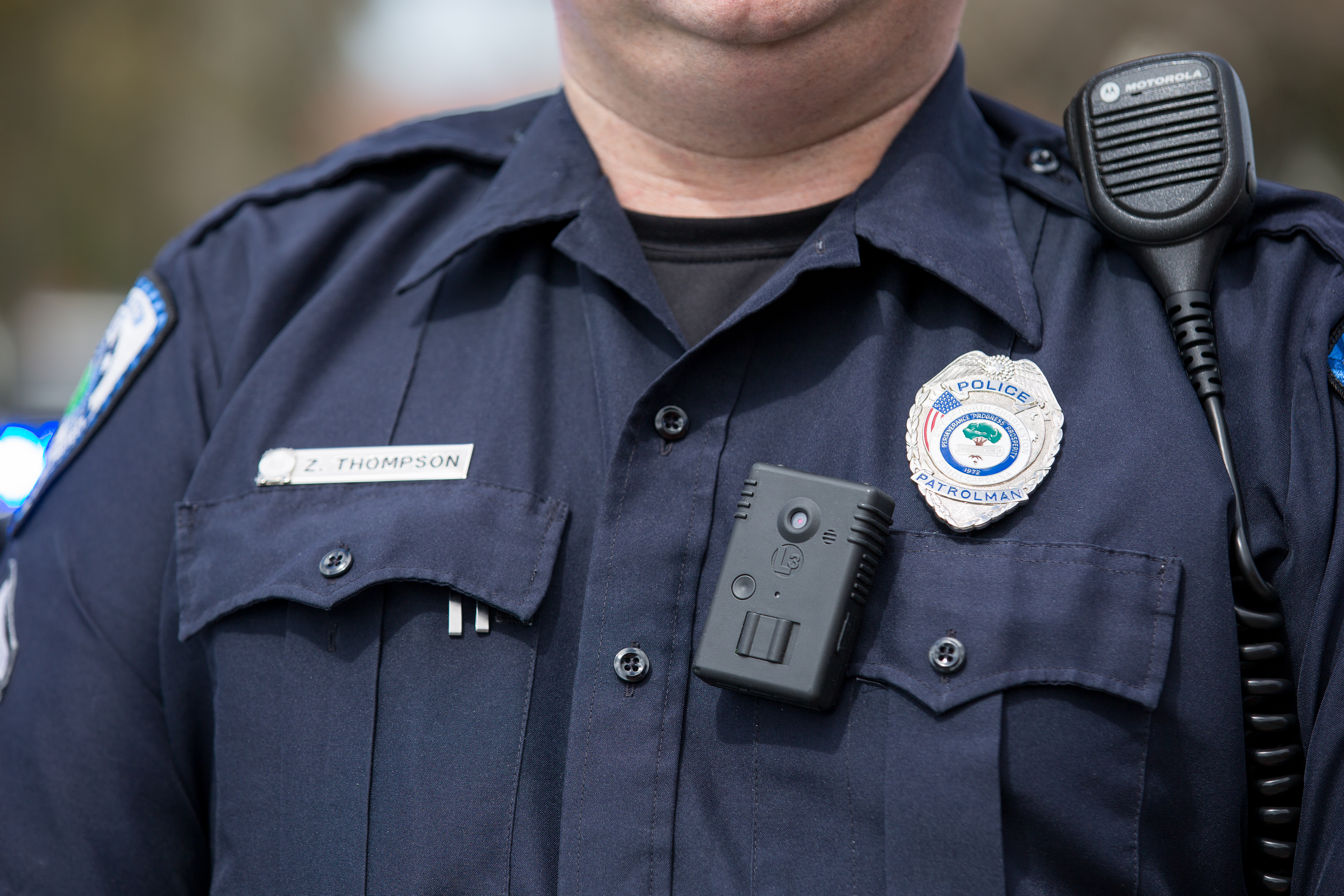
Body camera sur un policier de North Charleston en Caroline du Sud aux États-Unis.

Une caméra-piéton (en anglais body-worn video (BWV), body-worn camera (BWC) ou body camera), aussi appelée caméra mobile ou caméra d'intervention, est une caméra légère et compacte attachée à la poitrine ou à l’épaule d'un agent des forces de l'ordre pour enregistrer les interactions avec le public, voire des scènes de délits ou de crime.

## En France

### Expérimentation
Expérimentées à partir de 2008-2009, les caméras-piétons sont utilisées en France  dans plusieurs zones de sécurité prioritaires.  Le bilan qui en est tiré étant positif,  la loi du 3 juin 2016 renforçant la lutte contre le crime organisé, le terrorisme et leur financement et améliorant l'efficacité et les garanties de la procédure pénale  pérennise le dispositif,  précisé par le décret  du 23 décembre 2016 relatif à la mise en œuvre de traitements de données à caractère personnel provenant des caméras individuelles.
Policiers et gendarmes bénéficient alors d'un déploiement de 2 600 caméras. La mesure doit apaiser les interventions et faire en sorte de rassurer les forces de sécurité. Le ministre de l'intérieur indique 2 000 caméras qu'allaient être déployées en police et 600 en gendarmerie.
Le 14 juillet 2020, le président de la République, Emmanuel Macron, annonce lors de son interview du 14 juillet la généralisation à tous les policiers et gendarmes de l'utilisation des caméras-piétons. Les commentaires sont nuancés. L'efficacité et la fiabilité des caméras sont incertains. Dans une réponse à une question écrite au Sénat le ministre précise que "par lettre de mission du 25 juin 2020, le ministre de l'intérieur a demandé à l'inspection générale de l'administration, à l'inspection générale de la police nationale et à l'inspection générale de la gendarmerie nationale de conduire une mission d'appui relative à l'équipement en caméras individuelles des agents de la police nationale et des militaires de la gendarmerie nationale... des travaux sont en cours afin d'augmenter considérablement le volume et la qualité des caméras piétons équipant les forces de l'ordre".

### Finalités
D'après le décret de 2016, ces caméras ont pour finalités :
1. La prévention des incidents au cours des interventions des agents de la police nationale et des militaires de la gendarmerie nationale ;
2. Le constat des infractions et la poursuite de leurs auteurs par la collecte de preuves ;
3. La formation et la pédagogie des agents.

### Encadrement législatif
En 2015, la Commission nationale de l'informatique et des libertés (CNIL) a examiné les conditions de mise en œuvre de ces dispositifs. Elle a considéré qu’au regard des risques élevés de surveillance des personnes et d’atteinte à la vie privée qui pourraient résulter de l’usage de caméras-piétons, ces dispositifs devaient faire l’objet d’un encadrement législatif spécifique. Les pouvoirs publics ont ouvert la possibilité aux agents des services internes de sécurité de la SNCF et de la RATP d’utiliser des caméras-piétons dans le cadre de leurs interventions. Aussi, une loi a ouvert la même possibilité pour les agents de la police (nationale et municipale) et les militaires de la gendarmerie nationale.

### Observations de la CNIL
La CNIL a formulé certaines observations :
- l’utilisation des enregistrements à des fins pédagogiques et de formation des agents est explicitement prévue par les textes ;
- concernant la durée de conservation des données, des précisions ont été apportées ;
- le législateur a autorisé la mise en œuvre de caméras mobiles par les forces de l’ordre 'en tous lieux', y compris au sein de domiciles privés ;
- les images ne peuvent être consultées qu’à l’issue de l’intervention, par les seules personnes habilitées, dans la limite de leurs attributions respectives ;
- et pour les besoins exclusifs d’une procédure judiciaire, administrative ou disciplinaire, ou dans le cadre d’une action de formation des agents.

### Droit d'accès
La CNIL regrette que, malgré ses observations formulées dans ces délibérations, le ministère de l’Intérieur ait maintenu un droit d’accès indirect aux enregistrements des dispositifs mis en œuvre par la police et la gendarmerie nationales, ainsi que par la police municipale et par la SNCF et la RATP et, de manière plus générale, pour l’ensemble des dispositifs de vidéosurveillance mis en œuvre en France. Au vu de la durée de conservation des données (six mois sauf engagement d’une procédure judiciaire, administrative ou disciplinaire) et du fait que les traitements ne sont pas centralisés, l’effectivité réelle du droit d’accès indirect aux images ne pourra être garantie pour les personnes concernées.

### Articles
- Michaël Meyer et Samuel Tanner, « Filmer et être filmé : la nouvelle visibilité policière à l'ère de la sousveillance », Réseaux, no 201,‎ 2017, p. 175-205 (DOI 10.3917/res.201.0175).
- Emmanuel Alloa, « La transparence dans le viseur américain », Libération,‎ 30 décembre 2014 (lire en ligne).